# Saint-Avold
Saint-Avold là một xã trong vùng Grand Est, thuộc tỉnh Moselle, quận Forbach, chef-lieu của 2 tổng. Tọa độ địa lý của xã là 49° 06' vĩ độ bắc, 06° 42' kinh độ đông.

## Các thành phố kết nghĩa
- Dudweiler, Đức

## Nhân vật nổi tiếng
- Hans Wegener,
- Chadli Amri, cầu thủ bóng đá